# إيرين بورسيل
إيرين بورسيل (بالإنجليزية: Irene Purcell) هي ممثلة أمريكية، ولدت في 7 أغسطس 1896 في وايتنغ في الولايات المتحدة، وتوفيت في 9 يوليو 1972 في راسين في الولايات المتحدة.

## وصلات خارجية
- إيرين بورسيل على موقع IMDb (الإنجليزية)
- إيرين بورسيل على موقع قاعدة بيانات برودواي على الإنترنت (الإنجليزية)
- إيرين بورسيل على موقع قاعدة بيانات الفيلم (الإنجليزية)